# انگوری (بیرک)
انگوری، روستایی در دهستان بیرک بخش بیرک شهرستان مهرستان در استان سیستان و بلوچستان ایران است.

## جمعیت
بر پایه سرشماری عمومی نفوس و مسکن در سال ۱۳۹۵، جمعیت این روستا برابر با ۷۱ نفر (۱۵ خانوار) بوده‌است.